# Гаглоев, Рутен Нестерович
Рутен Нестерович Гаглоев, другой вариант отчества — Гбиевич (осет. Гаглойты Рутен, 12 февраля 1888 года, село Сидан, Джавское ущелье, Тифлисская губерния, Российская империя — 19 июля 1937 года, Цхинвал, Юго-Осетинская автономная область, Грузинская ССР) — юго-осетинский советский писатель и поэт, инженер и общественный деятель. Писал под псевдонимом Музукк Сидæйнаг. Спроектировал участок дороги Зарамаг — Уанел с тоннелем через Рокский перевал, ставшей в будущем Транскавказской автомагистралью.

## Биография
Родился 12 февраля 1888 года в селе Сидан Джавском ущелье в многодетной крестьянской семье Гыби и Сабы Гаглоевых. Окончив начальную школу в селе Дзау, поступил в 3-ю гимназию в Тифлисе, которую окончил с серебряной медалью. Потом по совету директора гимназии поступил в 1906 году на физико-математический факультет Моковского университета, где проучился три года. Потом поступил на первый курс Московского высшего технического училища, которое окончил в 1913 году в звании инженера-механика. Будучи студентом, начал заниматься литературной деятельностью. Написал серию статей, которые опубликовал в газете «Ног цард». Летом 1913 года был призван в императорскую армию. После начала Первой мировой войны в звании унтер-офицера был направлен в железнодорожные войска, которые дислоцировались в Горийском уезде Тифлисской губернии. В 1917 году возвратился на родину. После Второго съезда делегатов Южной Осетии, которое состоялось в селе Дзау, Рутен Гаглоев был избран в дорожную комиссию. На этом же съезде был избран в состав Национального совета Южной Осетии. С 1918 года начал проектировать дорогу Цхинвал — Зарамаг, участвовал в строительстве мостов и переправ в Южной Осетии. В 1920 году из-за восстания в Южной Осетии перебрался в Северную Осетию, где помогал беженцам. Был арестован и сослан в лагерь под Псковом, откуда бежал в Прибалтику. Находился в эмиграции в Польше, Германии, Англии и Франции. В миграции написал стихотворения «Хуссармæ», «Тарды сагъæс», «Æцæгæлон бæстæты», «Европæ», которые впервые были напечатаны в газете «Ног цард».
В 1928 году возвратился в Южную Осетию и приступил к проектированию дороги Зарамаг — Уанел протяжённостью 40 километров с тоннельным участком в 4,5 километров. О своём проекте написал статью «Осетинская перевальная шоссейная дорога», которая была опубликована в 1929 году в журнале «Фидиуæг» №№ 8-9.
Был директором Цхинвальской ГЭС. Возглавлял отдел промышленности Юго-Осетинского НИИ. Преподавал в Юго-Осетинском педагогическом институте. Во время своего проекта над дорогой составил топонимическую карту Южной Осетии.
19 июля 1937 года был арестован по доносу и репрессирован.
В 1987 году в Цхинвале вышел посмертный сборник его произведений «Намыс».